# Orde van Barden, Ovaten en Druïden
De Order of Bards, Ovates and Druids (Orde van Barden, Ovaten en Druïdes, kortweg OBOD) is een neo-druïdische organisatie die in 1964 is opgericht in Engeland. Door de jaren heen is de organisatie uitgegroeid tot een internationale organisatie en heeft haar leden in alle delen van de wereld.

## Oorsprong
De OBOD is opgericht in 1964 door Ross Nichols tijdens de herfstequinox. Nichols was onder andere een dichter en een historicus en voorzitter van de Ancient Druid Order, waarvan het bestaan kan worden herleid tot 1717, toen een bijeenkomst in de Apple Tree Tavern in Covent Garden werd gehouden. In datzelfde jaar zag de moderne vrijmetselarij het daglicht, in een andere pub niet ver daarvandaan. Nichols was een vriend van Gerald Gardner, en terwijl deze Gardner bezig was met een opzet voor het huidige wicca, werkte Nichols aan een praktische uitwerking van het druïdisme zoals we dat nu kennen, inclusief de gradaties van Ovaten en Barden. Vooral ook de Keltische mythologie en de vieringen van de acht belangrijkste ceremonies van de seizoenen moesten hierbij een plaats krijgen. De structuur van de organisatie werd onderverdeeld in drie rangen: bard, ovaat en druïde. Zo zou de oude structuur van de klassieke verdeling worden hersteld.
In 1988 werd Philip Carr-Gomm gevraagd om de OBOD te leiden.

## Verspreiding
De opleiding werd opgesteld als een thuiscursus, die per post kon worden verstuurd. Een netwerk van mentors begeleidt de studenten, vaak via moderne communicatiemiddelen als e-mail. Leden kunnen elkaar ontmoeten tijdens de seizoensceremonies, workshops en andere bijeenkomsten op verschillende plaatsen in de wereld in zogenaamde groves. Zo ook in Nederland. Ook zijn er verschillende internetforums en krijgt men een maandelijks blad, Dryade genaamd. De Engelse versie van dit maandblad heet Touchstone.

## Deelname
De manier van leren-op-afstand is niet de enige manier van studeren. Kleine, plaatselijke studiegroepen kunnen worden gevormd door afwisselende leden. Zo'n Seedgroup kan worden gevormd door twee of meer leden van welke graad ook, door samenkomst voor het uitvoeren van rituelen, studie of voor de gezelligheid en onderlinge kennismaking. Tegelijkertijd kan een samenkomst van leden met twee of meer leden met de Druïde-status worden aangeduid als een zogenaamde Grove. Seedgroups en groves zijn in zekere zin autonome groepen. Deze autonomie betekent dat de afzonderlijke seedgroup of grove kan beslissen wel of niet buitenstaanders te accepteren.
Tijdens een bijeenkomst, van welke omvang ook, wordt doorgaans de tijd doorgebracht met het vertellen van verhalen, het maken van muziek, het houden van ceremonies of het ervaren van magische momenten. In beginsel worden deze bijeenkomsten gehouden in de nabijheid van een groepje bomen (in het Engels een Grove).